# Suspended Animation
Albums de Fantômas
Delìrium Còrdia
(2004)
Suspended Animation est un album par le supergroupe de Mike Patton, Fantômas. C'est un album concept incorporant deux thèmes: la musique de dessins animés et un hommage au mois d'avril. L'édition limitée était accompagnée d'un mini calendrier d'avril 2005.

## Liste des titres
| No  | Titre              | Durée |
| --- | ------------------ | ----- |
| 1.  | 04/01/05 Friday    | 1:34  |
| 2.  | 04/02/05 Saturday  | 2:10  |
| 3.  | 04/03/05 Sunday    | 1:45  |
| 4.  | 04/04/05 Monday    | 1:32  |
| 5.  | 04/05/05 Tuesday   | 1:33  |
| 6.  | 04/06/05 Wednesday | 2:25  |
| 7.  | 04/07/05 Thursday  | 1:08  |
| 8.  | 04/08/05 Friday    | 1:09  |
| 9.  | 04/09/05 Saturday  | 1:17  |
| 10. | 04/10/05 Sunday    | 2:19  |
| 11. | 04/11/05 Monday    | 2:17  |
| 12. | 04/12/05 Tuesday   | 1:15  |
| 13. | 04/13/05 Wednesday | 1:31  |
| 14. | 04/14/05 Thursday  | 2:20  |
| 15. | 04/15/05 Friday    | 1:39  |
| 16. | 04/16/05 Saturday  | 1:49  |
| 17. | 04/17/05 Sunday    | 1:45  |
| 18. | 04/18/05 Monday    | 1:47  |
| 19. | 04/19/05 Tuesday   | 1:40  |
| 20. | 04/20/05 Wednesday | 1:49  |
| 21. | 04/21/05 Thursday  | 1:39  |
| 22. | 04/22/05 Friday    | 2:05  |
| 23. | 04/23/05 Saturday  | 1:58  |
| 24. | 04/24/05 Sunday    | 1:48  |
| 25. | 04/25/05 Monday    | 1:31  |
| 26. | 04/26/05 Tuesday   | 1:31  |
| 27. | 04/27/05 Wednesday | 1:12  |
| 28. | 04/28/05 Thursday  | 1:30  |
| 29. | 04/29/05 Friday    | 1:28  |
| 30. | 04/30/05 Saturday  | 3:08  |

## Personnel
- Mike Patton - voix, production, arrangements, artwork ;
- Dave Lombardo - batterie ;
- Buzz Osborne - guitare ;
- Trevor Dunn - basse ;
- Yoshitomo Nara - artwork ;
- S. Husky Hoskulds - ingénieur du son, mixage ;
- Gene Grimaldi - masterisation ;
- Martin Kvamme - artwork ;
- Lady T - artwork.

## Source
- Fiche de l'album sur Encyclopaedia Metallum